# Martin Gray (schrijver)

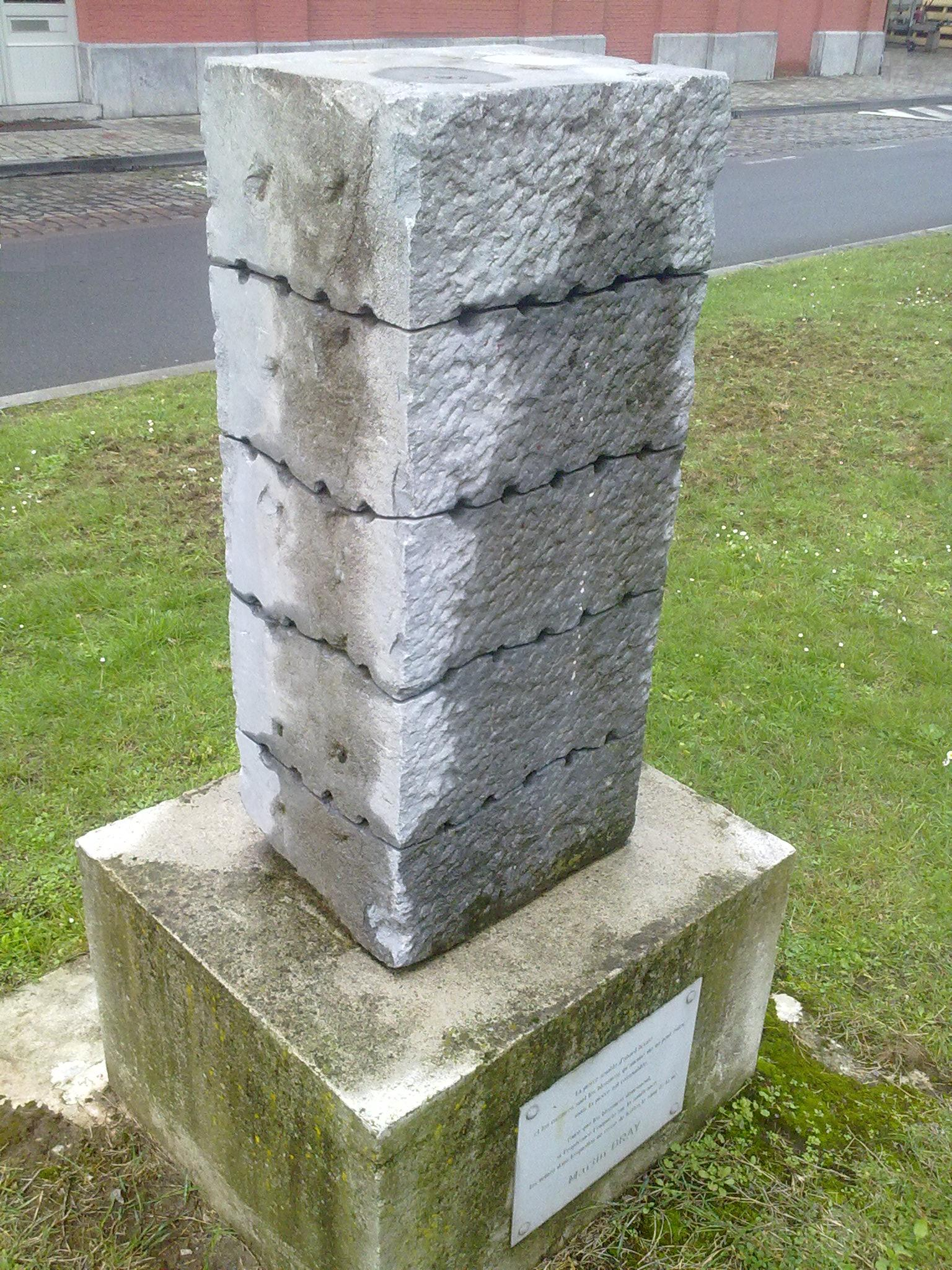
Martin Gray Monument in Ukkel

Martin Gray, geboren als Mietek Grajewski (Warschau, 27 april 1922 – Ciney (België), 25 april 2016), was een Poolse schrijver en Holocaustoverlevende van joodse afkomst. Hij werd het meest bekend door autobiografische boeken over zijn ervaringen in en na de Tweede Wereldoorlog.

## Biografie
Het eerste boek van Gray, waarmee hij in één klap beroemd werd, draagt de titel Au nom de tous les miens (Ned.: Uit naam van al de mijnen). Dit boek vertelt hoe Gray de concentratiekampen overleeft en over het familiedrama dat hem later overkomt tijdens een bosbrand. Het beschrijft de tijdspanne van 1922 (geboortejaar) tot 1970, het jaar waarin de schrijver zijn (Nederlandse) vrouw en zijn vier kinderen in een bosbrand verloor. In dit boek beschrijft Gray verder zijn gruwelijke ervaringen als joodse jongeman in het getto van Warschau en het vernietigingskamp Treblinka in Oost-Polen. Gray slaagde er in 1943 als een van de zeer weinigen in om te ontsnappen uit Treblinka. Het boek is in Nederland uitgegeven als Uit naam van al de mijnen. Gray vertelde zijn verhaal aan Max Gallo die het boek voor Martin schreef.
Het tweede boek La vie renaîtra de la nuit (Nederlandse vertaling: Na de nacht het leven) behandelt de tijdspanne 1970-1977. We zien hier de schrijver die, tegen de klippen op, het verlies van zijn complete gezin probeert te verwerken. Een en ander mondt uit in een zelfmoordpoging, maar uiteindelijk komt Gray erdoorheen en ontmoet zijn tweede vrouw, Virginia, een Belgische. Het echtpaar krijgt een dochter, Barbara. Hiermee begint en eindigt het boek. Uit zijn tweede huwelijk kreeg Gray nog twee kinderen. Rond 1990 trouwde hij voor een derde keer. Uit dit huwelijk kwamen twee kinderen.
Zijn laatste boek heet Au nom de tous les hommes (Ned.: Uit naam van alle mensen). Een vijftal titels zijn in het Nederlands vertaald, zijn laatste boek niet. In totaal schreef Gray 12 boeken.
Martin Gray stierf in 2016 op 93-jarige leeftijd. Zijn lichaam werd gevonden in het zwembad in zijn woning in België.

## Over Gray
- Zijn eerste boek (Uit naam van al de mijnen) kreeg in 1983 een Frans-Canadees-Hongaarse verfilming met titel Au nom de tous les miens, in regie van Robert Enrico. Duur: 145 minuten. De hoofdrollen werden gespeeld door Michael York en Jacques Penot. In 1985 werd een gelijknamige tv-mini-serie uitgebracht door dezelfde regisseur, met dezelfde hoofdacteurs. 8 afleveringen van 52 minuten.
- In 2007 werd een korte documentaire, Seeking Martin Gray, gemaakt door Frits Vrij.
- De Amerikaanse fotograaf David Douglas Duncan schreef in 1979 een boek over Gray; The fragile miracle of Martin Gray.